# Satoshi Yokoyama
Satoshi Yokoyama (japanisch 横山 聡 Yokoyama Satoshi; * 14. Februar 1980 in der Präfektur Yamaguchi) ist ein ehemaliger japanischer Fußballspieler.

## Karriere
Yokoyama erlernte das Fußballspielen in der Schulmannschaft der Tatara Gakuen High School und der Universitätsmannschaft der Waseda-Universität. Seinen ersten Vertrag unterschrieb er 2001 bei den Omiya Ardija. Der Verein spielte in der zweithöchsten Liga des Landes, der J2 League. 2004 wurde er mit dem Verein Vizemeister der J2 League und stieg in die J1 League auf. Für den Verein absolvierte er 94 Ligaspiele. 2006 wechselte er zum Zweitligisten Shonan Bellmare. Für den Verein absolvierte er 36 Ligaspiele. 2007 wechselte er zum Drittligisten Tochigi SC. 200 wurde er mit dem Verein Vizemeister der Japan Football League. Für den Verein absolvierte er 53 Ligaspiele. 2009 wechselte er zum Ligakonkurrenten TDK (heute: Blaublitz Akita). Für den Verein absolvierte er 59 Ligaspiele. Ende 2010 beendete er seine Karriere als Fußballspieler.